# آپو آفيديسيان
آپو آفيديسيان هو فنان أمريكي من اصل أرمني يختص بفنون الإخراج والتأليف والتصوير والرسم. ولد في بغداد في 24 يوليو 1990. 
تتضمن مجموعة كتابات آفيديسيان كتاب السيرة الذاتية "Thirteen in Baghdad" الذي يعرض حياته كمراهق في بغداد خلال حرب العراق عام 2003.

## النشأة
بدأ آفيديسيان التصوير الفوتوغرافي والفيديو الوثائقي من سن الثالثة عشرة في بداية حرب العراق عام 2003. وُلِد لأبوين أرمنيين وكلاهما من أبناء الناجين من الإبادة للأرمن، و هاجر إلى الولايات المتحدة عام 2005. يجيد اللغة العربية والأرمنية والإنجليزية ـ وغالباً ما يستخدم الثلاثة في أعماله الفنية.
زار آفيديسيان أرمينيا في عام 2018 مباشرة بعد الثورة الأرمنية في 2018 و وثق رحلته عبر لقطات تصوير بطائرة بدون طيار.

## العمل الفني
أحدث فيلم قصير له عنوانه "Armenia & Artsakh - A Bird's Eye View" و الذي استعمل مشاهد منه في فيديو System of a Down - Protect the Land، بالإضافة إلى الفيلم القصير السابق "Obsessive Possessive - An Experience" ساعد في جلب المجموع إلى أكثر من مليون مشاهدة مجمعة. اعتباراً من 2019، أصدر مقاطع فيديو مدتها دقيقة واحدة اسبوعياً، وجمعت هذه الفيديوهات أكثر من مليون مشاهدة مجمعة ايضاً.

## النشاط الأجتماعي
قضى سنوات المراهقة التي قضاها في الحرب وبقاء أجداده من الإبادة الجماعية عبئا هائلا على تربية آفيديسيان. غالباً من يتضمن عمله آشادة ودافعاً للاعتراف الدولي بالإبادة الجماعية للأرمن بما في ذلك بدء حملة تويتر #ArmenianGenocide  في الأسبوع السابق على 24 أبريل 2011. استخدم شعبية مدونته ومواقعه للوصول إلى حسابات أكبر وحصل على مساعدة حسابات شهيرة مثل كيم كارداشيان. صار الهاشتاك يتصدر بيوم 24 أبريل من كل عام.
زار افيديسيان ارمينيا في سنة 2018 بعد الثورة الأرمنية 2018 و وثق زيارته بالتصوير، واستعمل قسم من افلامه في فيديو System of a Down - Protect the Land و الذي نشر في وقت حرب مرتفعات قرة باغ 2020 و تم جمع تبرعات لمساعدة ارمن ارتساخ من خلاله.

## روابط خارجية
- آپو آفيديسيان - الموقع الرسمي (الإنجليزية)
- آپو آفيديسيان - على موقع IMDb (الإنجليزية)